# Сухая Амамбайка
Сухая Амамбайка — река в России, протекает по Челябинской области. Устье реки находится в 19 км по левому берегу реки Амамбайка. Длина реки составляет 12 км.

## Данные водного реестра
По данным государственного водного реестра России относится к Уральскому бассейновому округу, водохозяйственный участок реки — Урал от Магнитогорского гидроузла до Ириклинского гидроузла. Речной бассейн реки — Урал (российская часть бассейна).
Код объекта в государственном водном реестре — 12010000312112200002233.